# Corosal
Corosal es una localidad de Trinidad y Tobago, que forma parte de la región de Couva-Tabaquite-Talparo.

## Geografía
La localidad abarca parte de la isla Trinidad y limita al norte con Mayo, al sur con Poonah, Eccles Village y White Land, al este con Mayo y White Land y al oeste con Bonne Aventure y Poonah.

## Demografía
Datos demográficos de la localidad de Corosal:
| Gráfica de evolución demográfica de Corosal entre 2000 y 2011 |
|                                                               |